# Обдирання
Обдирáння — операція з усунення грубих нерівностей з поверхні металу, а також із зачищення зварних швів, задирок, окалини. Обдирання проводиться карборундовими чи наждачними кругами крупної зернистості, зазвичай на обдирочних верстатах.